# Cleopatra prova il veleno sui condannati a morte
Cleopatra prova il veleno sui condannati a morte (in francese: Cléopâtre saggiant des poisons sur des condamnés à mort) è un dipinto su tela, di 876x148 cm, del pittore accademico francese Alexandre Cabanel, realizzato nel 1887.
Il dipinto, raffigurante la regina egiziana Cleopatra che osserva gli effetti dei suoi veleni sui condannati a morte (come descritto, anche, nelle Vite parallele di Plutarco), è considerato un'opera orientalista del XX secolo ed è attualmente conservato nel Museo reale delle belle arti ad Anversa.
Nel 1887, quando il pubblico parigino vide, per la prima volta, questo dipinto, Cabanel fu elogiato dalla critica; al punto che diversi collezionisti internazionali cercarono di acquistare la tela. Professore del École nationale supérieure des beaux-arts e membro dell'Académie des beaux-arts, Cabanel (già membro della giuria del Salon di Parigi, per sedici volte) aveva già ricevuto tre medaglie d'onore; era, quindi, all'apice della sua carriera quando, quell'anno, presentò la tela di Cleopatra.
Uno studio preparatorio del dipinto (raffigurante Cleopatra) è conservato al Museo delle Belle Arti di Béziers.

## Descrizione

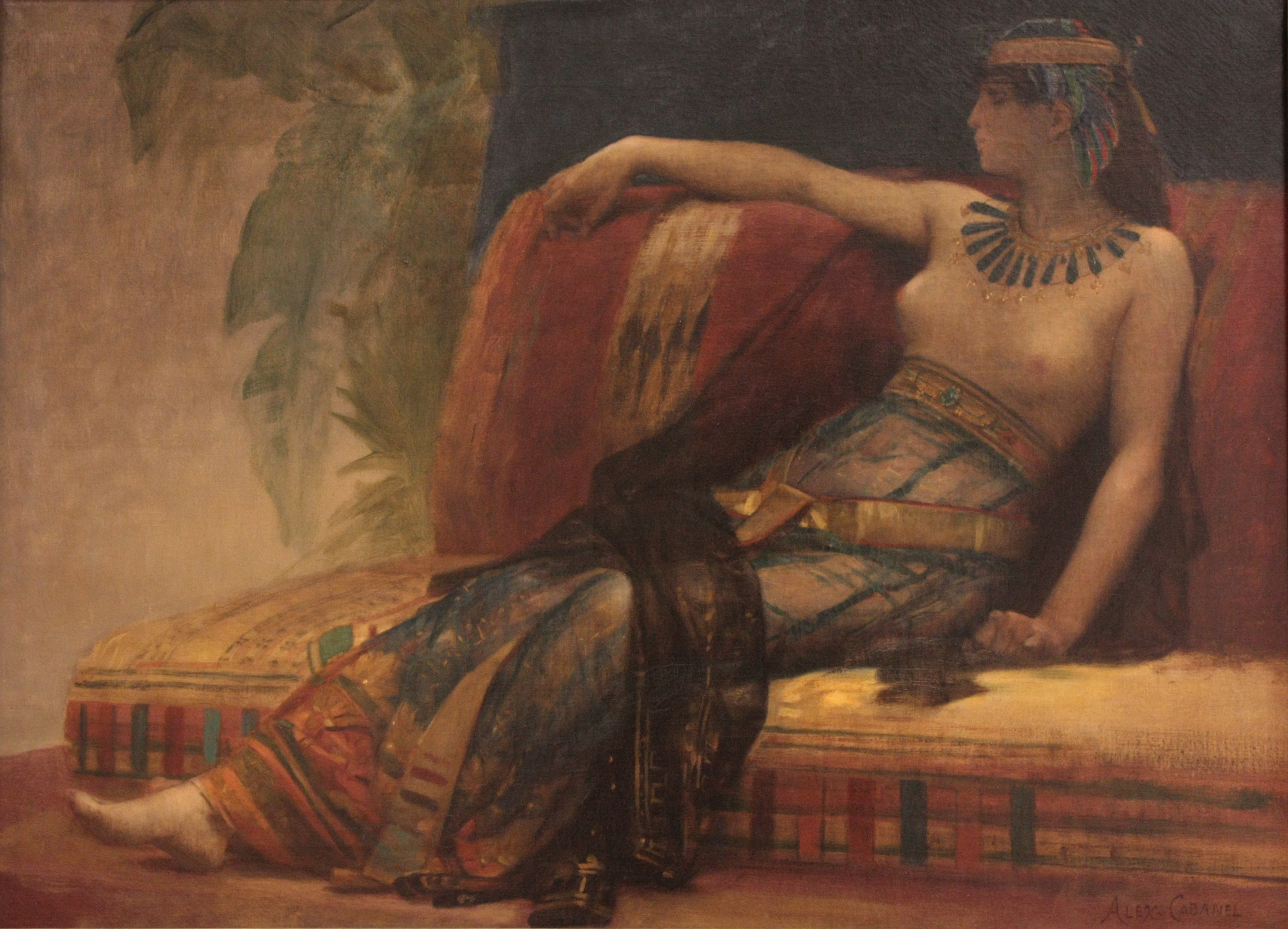
Bozza iniziale del dipinto

In primo piano, la regina Cleopatra appare seduta su un trono in cui è appoggiata una pelliccia di tigre; sulla testa, indossa la corona a forma di avvoltoio (l'ornamento delle regine, sin dalla IV dinastia). Alla destra della regina, è presente una cortigiana seminuda che sventola uno scacciamosche per allontanare le mosche mentre ai loro piedi, riposa un maestoso leopardo (un animale di cui Cleopatra amava la compagnia).
Alla sua sinistra, in totale contrasto con la posa lasciva della regina, sono presenti due condannati a morte: uno ancora in vita (ma che si contorce per il dolore, a causa dei veleni somministrati) e uno già morto. Sopra lo schiavo che si tiene lo stomaco, con il viso deformato dal dolore, è presente una donna che tiene una fiaschetta contenente veleno; accanto a loro, due uomini portano via il cadavere dell'altro condannato a morte. La crudeltà della scena contrasta con lo splendore del palazzo in cui vengono commesse queste atrocità: in piena luce, davanti a degli geroglifici dai colori sfarzosi, dei condannati a morte vengono uccisi soltanto per provare i veleni della regina.
Cleopatra, orgogliosa, osserva la scena da lontano: con uno sguardo freddo, sembra insensibile alla sofferenza del morente schiavo.

## Influenze
Il regista Georges Hatot si ispirò a questo dipinto di Cabanel, per realizzare Néron essayant des poisons sur des esclaves.